# The Beautiful Letdown
| Recensione          | Giudizio |
| ------------------- | -------- |
| AllMusic            | [ 1 ]    |
| Jesus Freak Hideout | [ 4 ]    |
| IGN                 | [ 5 ]    |
| Cross Rhythms       | [ 6 ]    |

The Beautiful Letdown è il quarto album in studio del gruppo alternative rock statunitense Switchfoot. Pubblicato il 25 febbraio 2003, è l'album che ha dato popolarità al gruppo presso il grande pubblico, con due singoli estratti che hanno raggiunto la Billboard Top Singles: "Meant to Live" e "Dare You to Move". L'album ha venduto più di 2.7 milioni di copie nei soli Stati Uniti e ha ricevuto la certificazione doppio platino dalla RIAA.
L'album ha vinto il premio Album of the Year nel 2003 ai San Diego Music Awards. È stato inserito nella Billboard's Hot 200 Albums of the Decade alla 195ª posizione.

## Registrazione
Nel 2002, il gruppo entrò in studio per registrare un nuovo album dopo la pubblicazione di Learning to Breathe nel 2000. Non avevano nessun contratto al tempo, poiché quello con la re:think/Sparrow Records era stato sciolto dopo il completamento di Learning to Breathe. Il bassista Tim Foreman ha affermato che "era la più grande libertà mai sentita durante la composizione di un album - nessuna etichetta, nessuna distrazione, solo quattro ragazzi che compongono l'album che avrebbero sempre voluto fare". L'album venne terminato in due settimane e, poco dopo, il gruppo firmò un contratto con la Columbia/Red Ink. Il contratto posticipò la pubblicazione dell'album, poiché l'etichetta fece un nuovo missaggio dell'album e una nuova campagna pubblicitaria. "La Sony è una nave da guerra tra le etichette", affermò Jon Foreman, "Ci vuole molto tempo per girarci attorno. È come fare un parcheggio parallelo con una Buick".

## Utilizzo dei brani nei media
- This Is Your Life è stata utilizzata nella serie TV Smallville
- On Fire è stata utilizzata nel film del 2007 L'ultimo regalo
- Dare You to Move è stata utilizzata in tre episodi della serie TV One Tree Hill ed è stata inserita nella colonna sonora del film I passi dell'amore - A Walk to Remember.[13]

## Tracce
Testi e musiche di Jon Foreman, tranne dove indicato.
1. Meant to Live – 3:20 (Jon Foreman, Tim Foreman)
2. This Is Your Life – 4:18
3. More Than Fine – 4:14
4. Ammunition – 3:45
5. Dare You to Move – 4:15
6. Redemption – 3:06
7. The Beautiful Letdown – 5:21
8. Gone – 3:45 (Jon Foreman, Tim Foreman)
9. On Fire – 4:39 (Jon Foreman, Daniel Victor)
10. Adding to the Noise – 2:50 (Jon Foreman, Tim Foreman)
11. Twenty-Four – 4:52

Tracce bonus dell'edizione iTunes
1. Monday Comes Around – 3:32 (Jon Foreman, Tim Foreman)
2. Dare You to Move (Alternate Version) – 4:47
3. Meant to Live (Acoustic) – 3:27 (Jon Foreman, Tim Foreman)

### Pubblicazione del 2004: CD/DVD
Nel 2004, l'album è stato ripubblicato in due edizioni differenti:
1. CD contenente le tracce bonus di iTunes, un nuovo missaggio e copertina differente
2. CD/DVD

L'edizione CD/DVD includeva un DVD con video inediti e l'album in versione 5.1 Surround.

### Pubblicazione del 2005: DualDisc
Nel 2005, l'album venne pubblicato nuovamente in versione DualDisc. La parte audio era identica alla pubblicazione del 2004, mentre la parte DVD aggiungeva al DVD del 2004 una nuova versione del video per "Dare You to Move."

## Formazione
- Jon Foreman – voce, chitarra
- Jerome Fontamillas – chitarra, tastiere, cori
- Tim Foreman – basso, cori
- Chad Butler – batteria, percussioni

Personale aggiuntivo
- Ameena Maria Khawaja – violoncello
- Stephan Hovsepian – violino
- John Fields – tastiere, percussioni

## Classifiche
| Classifica (2004)    | Posizione massima       |    |
| -------------------- | ----------------------- | -- |
| 2005                 | Australian Albums Chart | 45 |
| U.S. Billboard 200   | 16                      |    |
| Top Internet Albums  | 16                      |    |
| Top Christian Albums | 1                       |    |

### Classifiche di fine decennio
| Classifica (2000–2009) | Posizione massima |
| ---------------------- | ----------------- |
| Stati Uniti            | 195               |